# Max Frisch

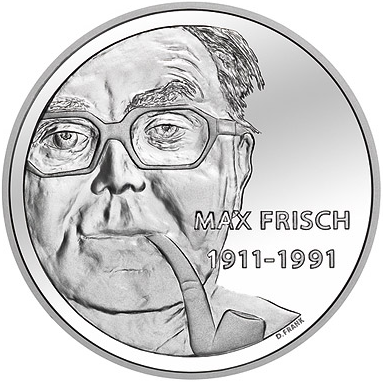
Max Frisch na švýcarské pamětní minci 2011

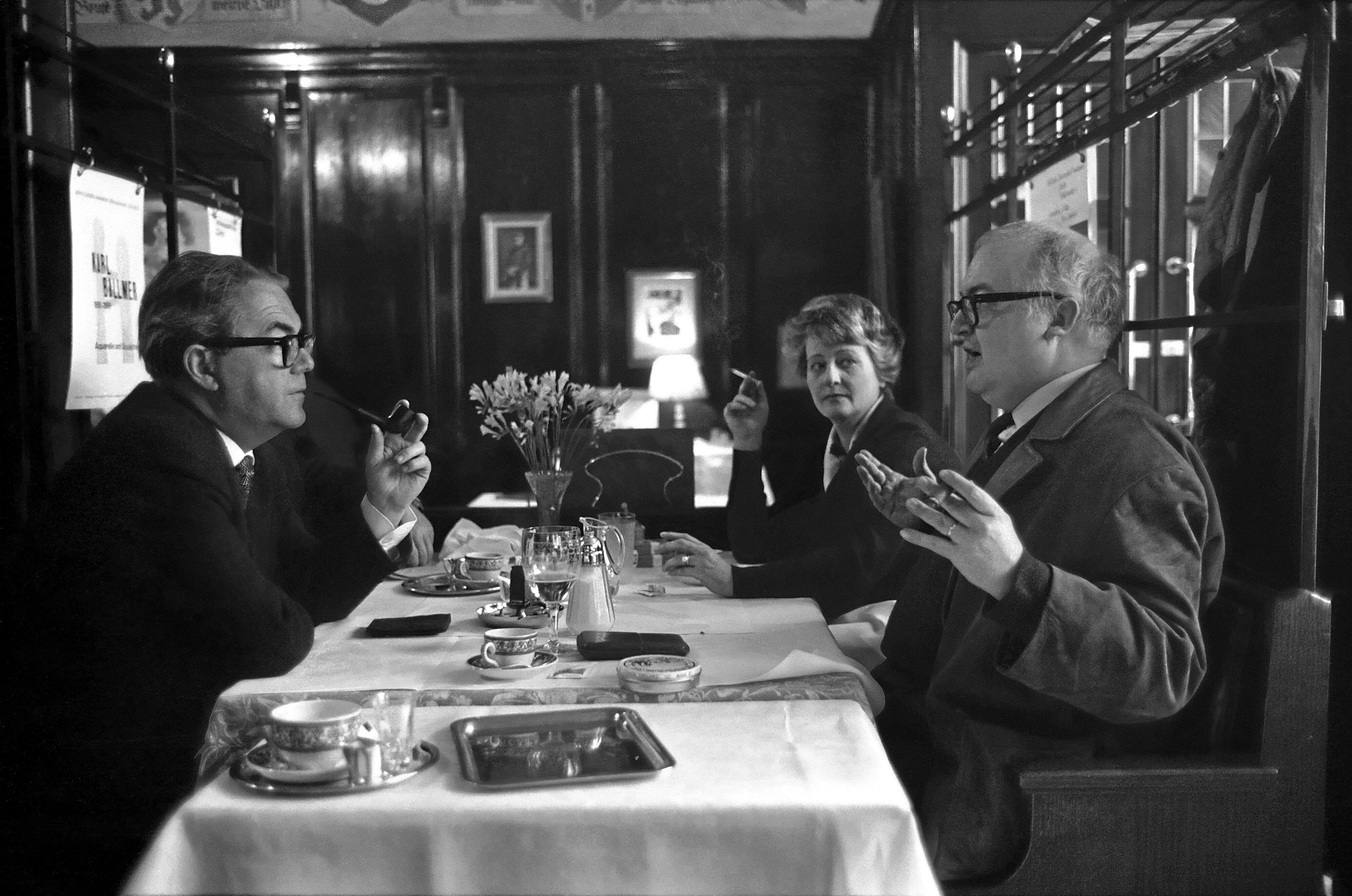
Zleva: Max Frisch a Friedrich Dürrenmatt

Max Frisch (15. května 1911, Curych – 4. dubna 1991, tamtéž) byl švýcarský prozaik, dramatik a esejista, patří k spisovatelům německého jazyka ve 20. století.

## Studium a novinářská činnost
Frisch studoval germanistiku a forenzní psychologii. Od roku 1931 působil jako novinář. Zpočátku psal apoliticky a jen velmi málo textů z této doby bylo později převzato do souborného vydání.
V roce 1933 cestoval: navštívil Prahu (pro Neue Zürcher Zeitung napsal reportáž z mistrovství světa v ledním hokeji), Budapešť, Bělehrad, Sarajevo, Dubrovník, Záhřeb, Istanbul, Atény, Bari a Řím. Psal fejetony a na základě zážitků z cest vznikl i jeho první román „Jürg Reinhart - osudová letní cesta“ (1934).
Roku 1935 poprvé navštívil Německo a vydal „Malý deník z německé cesty“, ve kterém se vyjadřoval kriticky k antisemitismu. Jeho postoj k nacionálnímu socialismu ovšem tehdy ještě nebyl vyhraněně negativní: obdivně se např. vyjádřil o výstavě Herberta Bayera „Zázrak života“, která propagovala rasové teorie. Jeho první romány také mohly bez problémů v nacistickém Německu vyjít.
Teprve ve 40. letech se u něj utvářelo kritické politické vědomí. Retrospektivně bývá tento jeho pozvolný vývoj dáván do souvislosti s konzervativním klimatem na curyšské universitě, kde někteří z profesorů obdivovali Hitlera i Mussoliniho.
Po napsání druhého románu „Odpověď z ticha“ (Antwort aus der Stille, 1937), o kterém se později vyjadřoval velmi kriticky, se rozhodl, že již nikdy nebude psát.

## Architektem
Začal studovat architekturu (1936–1940). Otevřel si i vlastní architektonické studio. Kvůli nedostatku materiálu způsobenému válkou však svou první a jedinou větší stavbu (lázně, dnes památkově chráněná budova) mohl uskutečnit teprve v roce 1947. Svou architektonickou kancelář zavřel v lednu 1955.

## Práce pro divadlo
Frisch již během studií pravidelně navštěvoval v Curychu divadlo (Schauspielhaus Zürich), které tehdy poskytovalo útočiště německým exulantům a nabízelo prvotřídní program. Jeho ředitel Kurt Hirschfeld jej povzbuzoval k psaní pro divadelní scénu. Jeho prvními divadelními hrami jsou „Santa Cruz“ (1944, premiéra 1946), „A mrtví opět zpívají“ (1945) o osobní vině vojáků plnících nelidské rozkazy, a „Čínská zeď“ (1946) zabývající se možností sebezničení lidstva pomocí atomové bomby. Poslední z nich vyvolala veřejnou diskusi; dnes je ovšem zastíněna pozdějšími divadelními hrami Friedricha Dürrenmatta (Fyzikové, 1962) a Heinara Kipphardta (Ve věci J. Roberta Oppenheimera, 1964). Díky spolupráci s Kurtem Hirschfeldem se spřátelil s Bertoldem Brechtem, kterého obdivoval, a s mladým Friedrichem Dürrenmattem. Na rozdíl od Brechta si Frisch podržel skepsi vůči tradiční kontrapozici politických táborů. To je patrné mj. v jeho hře „Když válka skončila“.
V dubnu 1946 spolu s Hirschfeldem navštívil poválečné Německo. V srpnu 1948 se účastnil Mezinárodního mírového kongresu ve Wroclawi, odkud však s ohledem na jeho propagandistické zneužití předčasně odjel do Varšavy a zaznamenal tam svá kritická pozorování. Přesto jej deník „Neue Zürcher Zeitung“ po návratu domů obvinil ze sympatií s komunismem. Když odmítli otisknout jeho odpověď, ukončil s nimi Frisch spolupráci.

## Průlom jako spisovatel
Poznámkové bloky, kterých tehdy popsal asi 130, byly východiskem k vydání „Deníku 1946–1949“. Peter Suhrkamp jej v tomto projektu povzbuzoval a knihu také vydal ve svém (1950) nově založeném nakladatelství. Nachází se tu mj. i skici jeho dalšího dramatu „Hrabě Öderland“ (Graf Öderland, 1951). Hra byla tehdy zcela neúspěšná, což se nezměnilo ani později, kdy ji Frisch přepracoval (1956 a 1961). Sám ji považoval za jedno ze svých nejvýznamnějších děl.
Díky stipendiu Rockefellerovy nadace strávil Frisch více než rok (od dubna 1951 do května 1952) ve Spojených státech a v Mexiku. Z textů, na nichž v té době pracoval, vznikly posléze divadelní hra „Don Juan aneb láska ke geometrii“ (premiéra 1953 současně v Curychu a Berlíně) i román „Stiller“, jeho snad nejvýznamnější dílo.
„Stiller“ vyšel roku 1954. Prvky kriminálního románu se tu spojují s autenticky působícím deníkovým stylem. Zabývá se tématy identity (Stiller dlouho předstírá, že je někdo jiný), smrti a nemožnosti vést současně umělecký a rodinný život. Frisch se rozešel se svoji manželkou (byl od roku 1942 ženatý s architektkou Gertrudou von Meyenburg, s níž měl tři děti).
V témže roce začal pracovat na dalším románu „Homo faber“ (vyšel 1957), který je v mnohém ohledu k předchozímu komplementární. Kniha vyšla v celkem 3 miliónech výtisků, byla přeložena do více než 40 jazyků a stala se školní četbou. Za román obdržel Frisch roku 1958 Cenu Georga Büchnera.

## Divadelní úspěchy
„Pan Biedermann a žháři“ (Biedermann und die Brandstifter, 1958) je hra, která jej definitivně vyzvedla do pozice světového dramatika. Maloměšťák poskytne útulek pobudům a navzdory jasným indiciím nezasáhne, když podpálí jeho dům. Skici ke hře jsou již v „Deníku 1946–1949“. Frischovou inspirací zde byly dojmy z převzetí moci komunisty v Československu. Po reakci švýcarského obecenstva, které hru přijalo jako varování před komunismem autor pro německou premiéru hru doplnil o epilog, který měl být varováním před nacismem (epilog později odstranil).
Také následující „Andorra“ byla už rozpracována v „Deníku“. Frisch látku během tří let pětkrát přepracoval, než měla roku 1961 premiéru.

## Vztah s Ingeborg Bachmannovou
V červenci 1958 se Frisch seznámil s Ingeborg Bachmannovou. Po formálním rozvodu svého manželství (1959) se roku 1960 odstěhoval do Říma, kde žil do roku 1965.
Vztah byl pro oba problematický. Frisch, který se nikdy netajil se svými nevěrami, reagoval velmi žárlivě, když si Bachmannová nárokovala stejná práva. Literárním zrcadlem vztahu, který se na přelomu let 1963 a 1964 rozpadl, je román „Mé jméno budiž Gantenbein“ (Mein Name sei Gantenbein, 1964). Konec manželství je tu analyzován metodou „co by bylo, kdyby“, přičemž vypravěč zkouší alternativy příběhů „jako šaty“. Dospívá k závěru, že žádný z příběhů neodpovídá beze zbytku jeho zkušenosti. Frisch se zde vrací ke svému přesvědčení z „Deníku“, že to podstatné jazyk nedovede vyjádřit.

## Druhé manželství
V létě 1962 se Frisch setkal s o 28 let mladší studentkou Marianne Oellersovou. Žil s ní od roku 1964 a na svatbu došlo koncem roku 1968. Marianne ho doprovázela na četných cestách: do Izraele, do Sovětského svazu, Japonska a Spojených států. Po návratu z USA se usadili v Berlíně, kde trávili větší část sedmdesátých let.
V té době také Frisch zaujal ještě kritičtější postoj ke Švýcarsku. To se projevilo v dílech jako „Vilém Tell pro školy“ (Wilhelm Tell für de Schule, 1970) nebo „Služební knížka“ (Dienstbuchlein, 1974), a v projevu „Švýcarsko jako domovina?“ (Die Schweiz als Heimat?) proneseném při přijímání ceny Švýcarské Schillerovy nadace v lednu 1974.
Ačkoli neměl politické ambice, sympatizoval se sociálně-demokratickými idejemi. Byli si osobně blízcí s Helmutem Schmidtem a na sjezdu SPD roku 1977 vystoupil s projevem.
Během turné po USA v dubnu 1974 navázal intimní vztah s mladou Američankou Alicí Locke-Careyovou. Popisuje to, stejně jako své předchozí milostné vztahy včetně vlastního manželství s Marianne a její nevěry, ve snad nejvíce autobiografickém vyprávění (Montauk, 1975). Po otevřeném sporu manželů o poměru veřejného a soukromého se s Marianne vzájemně odcizují a 1979 rozvádějí.

## Pozdní dílo a stáří
Poté kdy jej potkaly vážné zdravotní problémy, podílel se na založení vlastní nadace (Max-Frisch-Stiftung), která byla pověřena správou jeho pozůstalosti. Její archiv se nachází na ETH v Curychu (Eidgenössische Technische Hochschule) a od roku 1983 je přístupný veřejnosti.
Do jeho díla vstupují témata stáří a pomíjivosti (Triptychon, 1979).
Roku 1980 obnovil svůj dřívější vztah s Alicí Locke-Careyovou a do roku 1984 s ní žil v New Yorku. Poté se vrátil do Curychu, kde žil až do smrti. V březnu 1989 byla u něj diagnostikována nevyléčitelná rakovina. V témže roce se dozvěděl („Fichenäffare“), že byl od roku 1948, stejně jako všichni účastníci mírového kongresu, sledován švýcarskými úřady. Zemřel uprostřed příprav na své osmdesátiny.
V roce 2009 vyšly v nakl. Suhrkamp v pozůstalosti objevené „Skici ke Třetímu deníku“ (Entwürfe zu einem dritten Tagebuch, 1982), které vydávají svědectví o letech strávených v New Yorku s Alicí Locke-Careyovou, ale také o umírání blízkého přítele Petera Nolla a o Reaganově administrativě v období studené války a tehdejší eskalaci zbrojení. Opět se v nich objevují témata stárnutí a smyslu života. O vydání knihy se vedly delší spory, neboť text byl sice Frischem ještě za jeho života zjevně dokončen, ale nikdy jím autorizován k vydání. Nadace Maxe Frische nakonec rozhodla pod vedením Petera von Matta o publikaci pozitivně.
Město Curych uděluje od roku 1998 cenu Maxe Frische.

## Literární dílo
- Deník jako literární forma
- Témata

## Česká vydání děl Maxe Frische
- A mrtví opět zpívají: pokus o rekviem, přel. Bohumil Černík, Praha, Dilia 1967
- Andorra: hra o dvanácti obrazech, přel. Bohumil Černík, Praha, Dilia 1962
- Biografie: Hra, přel. Bohumil Černík, Praha, Dilia 1968
- Čínská zeď: fraška, přel. Bohumil Černík, Praha, Dilia 1964
- Člověk se objevuje v holocénu, přel. Ivana Vízdalová, Praha, Svoboda 1995
- Deník 1946-1949 (Eseje, korespondence, paměti), přel. Božena Koseková, Praha, ERM 1995 ISBN 80-85913-07-0
- Deník 1966-1971, přel. Magdalena Štulcová, Zlín, Archa, 2014, ISBN 978-80-87545-27-0
- Don Juan aneb Láska ke geometrii: komedie o pěti dějstvích, přel. Bohumil Černík, Praha, Dilia 1964
- Homo faber, přel. Helena Nebelová, Praha, Odeon, 1967; nové vydání: Nakladatelství Josefa Šimona, 1996 ISBN 80-85637-25-1, druhý překlad Homo faber, Radovan Charvát 2021 (nakl. Archa)
- Hrabě Öderland: moritata o dvanácti obrazech, přel. Jitka Bodláková, Praha, Dilia 1966
- Mé jméno budiž Gantenbein, přel. Bohumil Černík, Praha, Mladá fronta 1967
- Modrovous, přel. Bohumil Černík, Praha Panorama, 1991
- Montauk, přel. Bohumil Černík, Praha Mladá fronta, 2000 ISBN 80-204-0836-3
- Odpověď z ticha, přel. Magdalena Štulcová, Zlín, Archa, 2012 ISBN 978-80-87545-11-9
- Pan Biedermann a žháři: tragikomedie, přel. Eva Bezděková, Praha, Dilia 1969
- Stiller, přel. Bohumil Černík, Praha, Mladá fronta 1967
- Triptychon: tři jevištní obrazy, přel. Josef Balvín Praha, Dilia 1980
- Třetí deník. Skici, přel. Radovan Charvát, Praha, Paseka 2012
- Veliký hněv Filipa Hotze: Fraška o jednom dějství, přel. Rio Preisner, Praha, Dilia 1967
- Z berlínského diáře, přel. Magdalena Štulcová, Zlín, Archa, 2015

(řazeno abecedně)

## Sekundární literatura
- Butler, Michael (1976) The Novels of Max Frisch (London)
- Butler, Michael (1985) The Plays of Max Frisch (London)
- Hage, Volker, Max Frisch, Reinbek bei Hamburg, Rowohlt Taschenbuch Verlag, 1992 ISBN 3-499-50321-2